# Ершичское сельское поселение
Ершичское сельское поселение — муниципальное образование в составе Ершичского района Смоленской области России.
Административный центр — село Ершичи.
Образовано Законом от 2 декабря 2004 года.
Главой поселения и Главой администрации является Буханов Александр Михайлович .

## Географические данные
- Общая площадь: 197,65 км²
- Расположение: центральная часть Ершичского района
- Граничит:
  - на востоке — с Егоровским сельским поселением
  - на юге — с Руханским сельским поселением
  - на юго-западе — с Кузьмичским сельским поселением
  - на западе — с Беседковским сельским поселением
  - на северо-западе — с Поселковским сельским поселением
  - на севере — с Воргинским сельским поселением

## Население
| 2011  | 2012  | 2013  | 2014  | 2015  | 2016  | 2017  |
| ----- | ----- | ----- | ----- | ----- | ----- | ----- |
| 3556  | ↘3532 | ↘3450 | ↘3400 | ↘3363 | ↘3311 | ↘3242 |
| 2018  | 2019  | 2020  | 2021  |       |       |       |
| ↘3188 | ↘3131 | ↘3102 | ↘3093 |       |       |       |

## Населённые пункты
На территории поселения находятся 13 населённых пунктов:
| №  | Населённый пункт | Тип     | Население |
| -- | ---------------- | ------- | --------- |
| 1  | Блинные Кучи     | деревня | 86        |
| 2  | Высокая Слобода  | деревня | 16        |
| 3  | Ершичи           | село    | 3169      |
| 4  | Замощье          | деревня | 4         |
| 5  | Лесозавода       | посёлок | 1         |
| 6  | Ломня            | деревня | 44        |
| 7  | Макаровка        | деревня | 45        |
| 8  | Медведовка       | деревня | 48        |
| 9  | Половитня        | деревня | 20        |
| 10 | Поляковка        | деревня | 1         |
| 11 | Рудня            | деревня | 17        |
| 12 | Сосонки          | деревня | 23        |
| 13 | Танино           | деревня | 93        |